# Ратушная площадь (Тарту)
Ра́тушная пло́щадь (эст. Raekoja plats) — центральная площадь Тарту, находится в исторической части города, образована городской застройкой, простирается от здания Тартуской ратуши до набережной реки Эмайыги (Вабадузе пуйестеэ).

## История
Современное название с 1990 года. При советской власти — площадь Советов.
Сложилась в XIII веке как торговая площадь (Большой рынок) у порта на реке Эмайыги. Первоначально отделялась от реки крепостной стеной. На площади располагался общественный колодец.
Историческая деревянная застройка погибла в грандиозном городском пожаре 1775 года. Новое здание ратуши, определившее название площади, построено в 1789 году по проекту архитектора Иоганна Генриха Вальтера. Дома 12 и 18 на площади приписываются известному архитектору И. Ланге.
Здания на южной стороне были разрушены в 1944 году при бомбардировках во время Великой Отечественной войны и перестроены в архитектурном стиле более позднего времени. В 1951 году на площади был устроен фонтан, в 1998 году фонтан украсила статуя «Целующиеся студенты».

## Достопримечательности

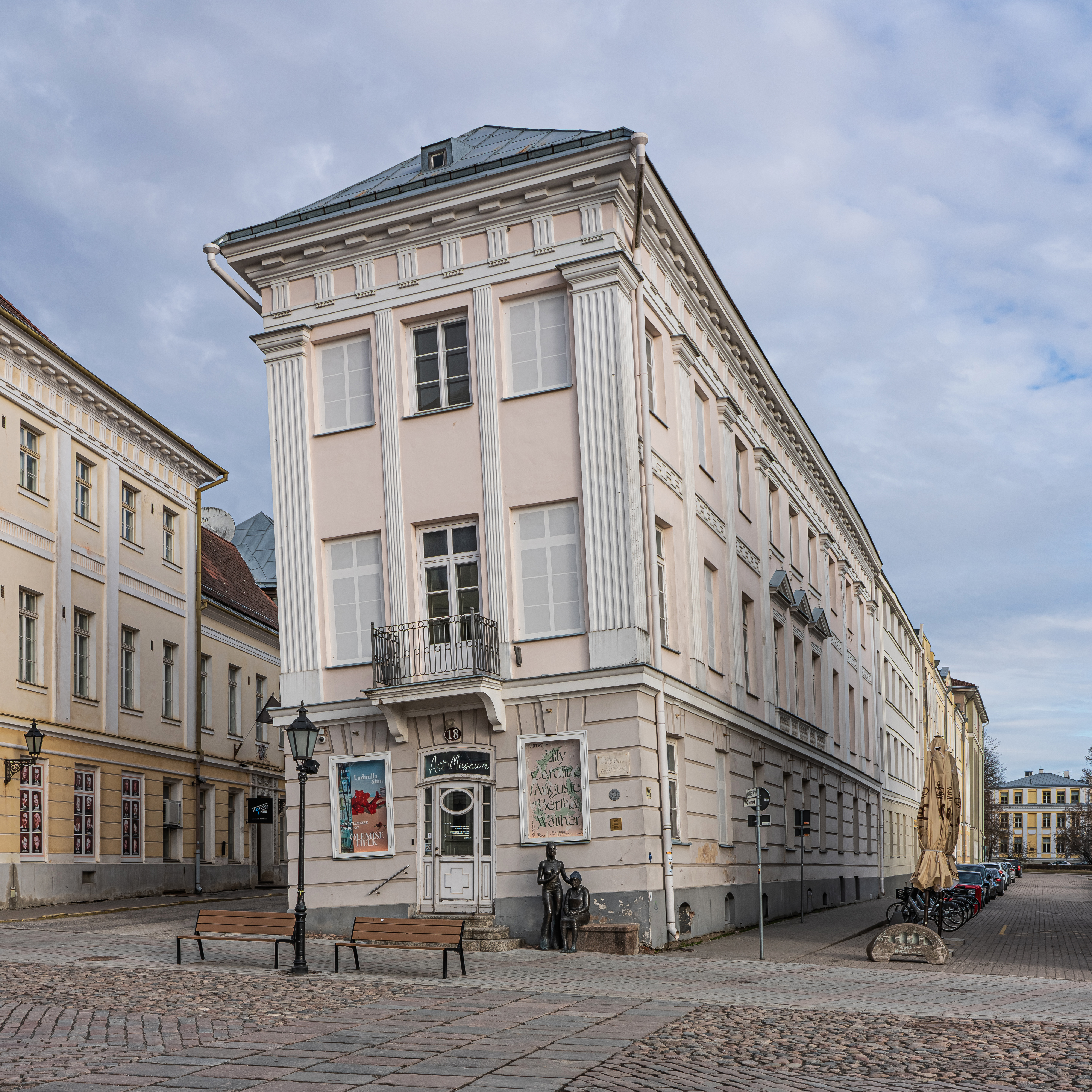
«Падающий дом»
Фонтан «Целующиеся студенты»
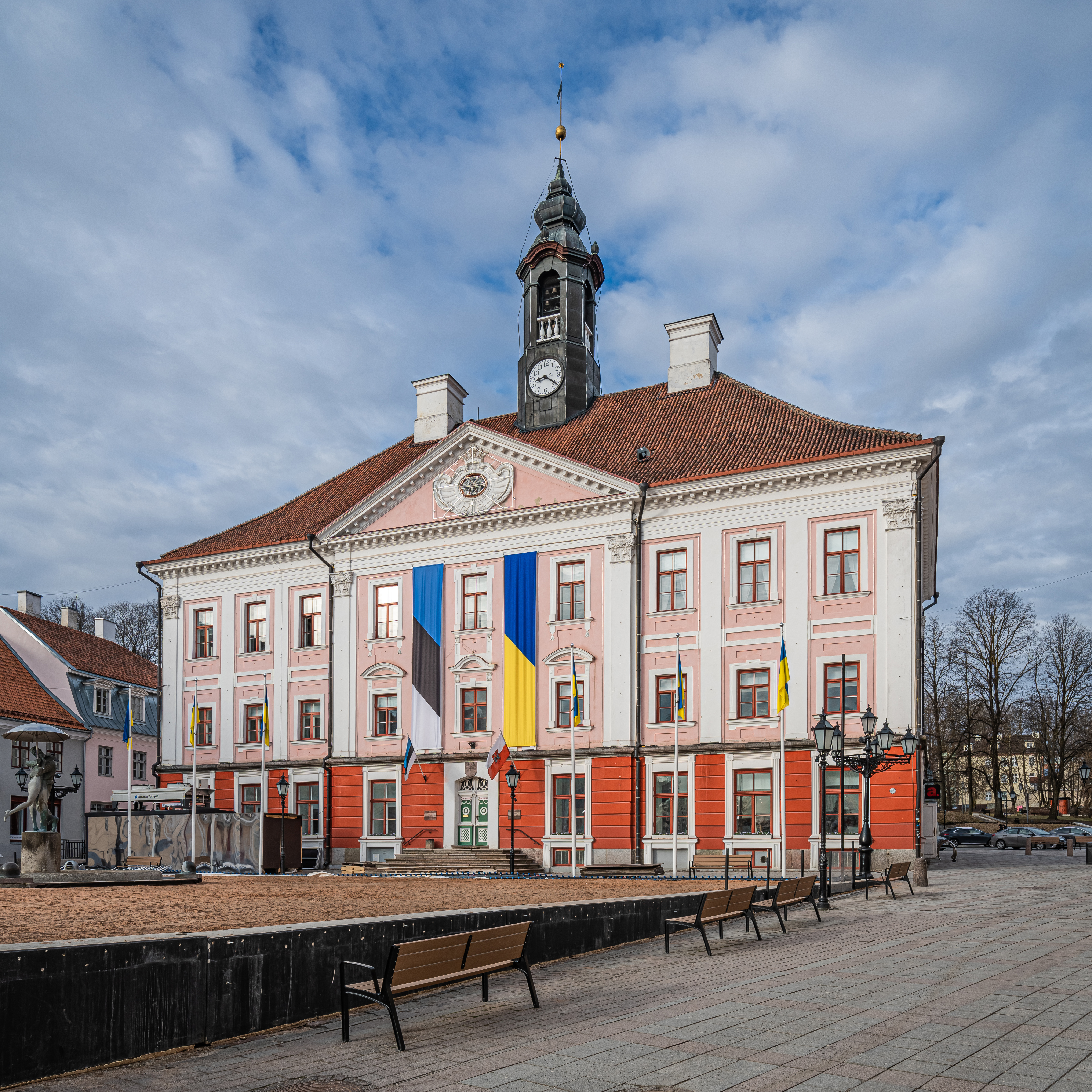
Ратуша

Ателье Конрада Мяги

## Известные жители
В д. 18, возможно, жил М. Барклай-де-Толли.

## Площадь в кинематографе
На площади снят ряд эпизодов фильма «Лето» (Таллинфильм, 1976)